# Distretto di Paucarbamba
Il distretto di  è uno degli undici distretti della  provincia di Churcampa, in Perù. Si trova nella regione di Huancavelica.